# Mohammed Hazzaz
Mohammed Hazzaz (Fez, 1945. november 30. – Fez, 2018. január 13.) válogatott marokkói labdarúgó, kapus.

## Pályafutása
1969 és 1979 között 45 alkalommal szerepelt a marokkói válogatottban. Részt vett az 1970-es mexikói világbajnokságon és az 1972-es müncheni olimpián.